# Rhein-Main-Gebiet
| Rhein-Main-Gebiet Metropolregion Frankfurt/Rhein-Main                                                        | Rhein-Main-Gebiet Metropolregion Frankfurt/Rhein-Main                                                                           |
| --- | --- |
| Städte und Landkreise des Rhein-Main-Gebietes gemäß IHK-Abgrenzung (orange hervorgehoben: kreisfreie Städte) | |
| Bundesländer:                                                                                                | Hessen, Rheinland-Pfalz, Bayern                                                                                                 |
| Regierungsbezirke/Regionen:                                                                                  | Regierungsbezirk Darmstadt, Regierungsbezirk Gießen, Regierungsbezirk Kassel, Region Rheinhessen, Regierungsbezirk Unterfranken |
| Fläche: | 14.755 km² |
| Einwohner:                                                                                                   | 5.821.724 (31. Dezember 2021)                                                                                                   |
| Bevölkerungsdichte:                                                                                          | 395 Einwohner pro km² |
| Nord-Süd-Ausdehnung:                                                                                         | 156 km |
| West-Ost-Ausdehnung:                                                                                         | 168 km |
| geographische Lage:                                                                                          | 49° 23′ – 50° 50′ n. Br. 07° 44′ – 10° 05′ ö. L.                                                                                |
| administrative Gliederung:                                                                                   | 18 Landkreise, 7 kreisfreie Städte                                                                                              |

Das Rhein-Main-Gebiet, auch Metropolregion FrankfurtRheinMain, ist eine der elf von der deutschen Ministerkonferenz für Raumordnung definierten Metropolregionen in Deutschland. Es ist benannt nach den beiden Flüssen Main und Rhein und liegt im Süden Hessens sowie Teilen der angrenzenden Länder Rheinland-Pfalz (Rheinhessen) und Bayern (Unterfranken). Kern der Metropolregion ist der städtische Ballungsraum Frankfurt/Rhein-Main. Insgesamt hat das Rhein-Main-Gebiet rund 6,2 Millionen Einwohner, von denen etwa 2,4 Millionen im Ballungsraum Frankfurt/Rhein-Main leben.
Das Rhein-Main-Gebiet ist die verkehrsgeographische Mitte Deutschlands und Europas.

## Kernstädte

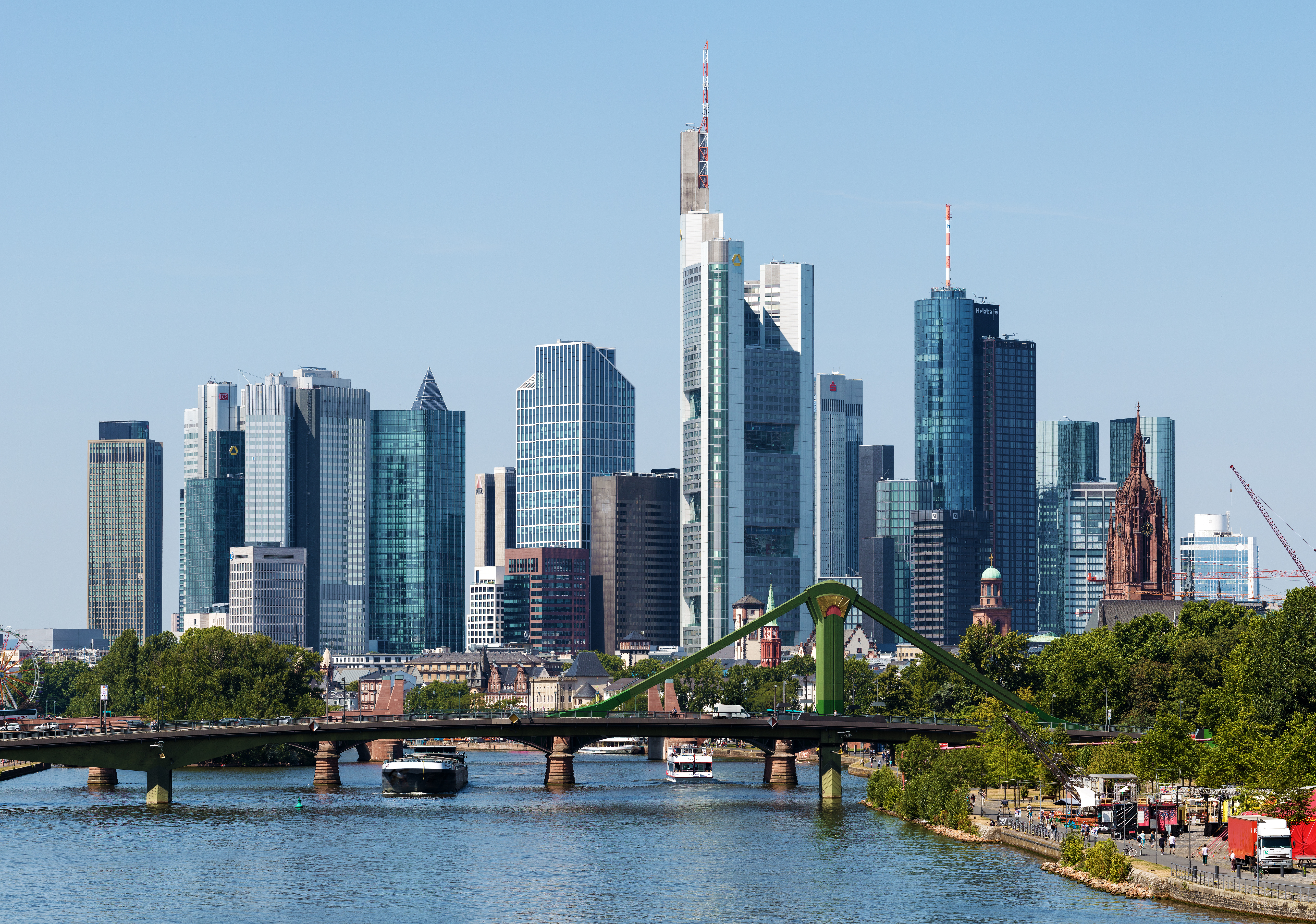
Die Frankfurter Skyline

Die Region stellt einen polyzentrischen Ballungsraum dar, dessen wirtschaftlich und politisch wichtigste Städte Frankfurt am Main, Wiesbaden, Mainz und Darmstadt sind. Funktionaler und geografischer Mittelpunkt ist die Stadt Frankfurt am Main.
Weitere Oberzentren in der Region sind Hanau, Offenbach am Main, Fulda und Aschaffenburg.
Teilfunktionen eines Oberzentrums werden auch von Friedberg/Bad Nauheim, Rüsselsheim am Main, Worms und Limburg an der Lahn (gemeinsam mit dem außerhalb der Metropolregion gelegenen Diez) erbracht.
Mit Bad Homburg vor der Höhe hat eine weitere Stadt mehr als 50.000 Einwohner; weitere zehn Städte im Frankfurter Umland haben mehr als 35.000 Einwohner. Ein weiteres Verdichtungsgebiet außerhalb des engeren Frankfurter Umlandes bildet im Süden die Region Bensheim/Heppenheim (Bergstraße), die zusammen fast 70.000 Einwohner zählen.
Im weiteren Umfeld dazugezählt werden Gießen mit Wetzlar und Marburg in deren näheren Umgebung.

## Abgrenzung

Lage der Metropolregionen in Deutschland (Rhein-Main-Region gelb unterlegt)

### Metropolregion FrankfurtRheinMain
Der Bereich der Industrie- und Handelskammern und Handwerkskammern, die zugleich Mitglied bzw. Partner der gemeinsam unterhaltenen Wirtschaftsinitiative PERFORM Zukunftsregion FrankfurtRheinMain sind, umfasst die gesamte Wirtschaftsregion. Damit erhält man folgende großzügige, der Metropolregion FrankfurtRheinMain entsprechende, Abgrenzung:
| Stadt                       | Einwohner 31. Dezember 2023 | Fläche km² | Einwohner/km² Mittelwert | Land            |
| --------------------------- | --------------------------- | ---------- | ------------------------ | --------------- |
| Frankfurt am Main           | 749.596                     | 248        | 3023                     | Hessen          |
| Wiesbaden, Landeshauptstadt | 287.241                     | 204        | 1408                     | Hessen          |
| Mainz, Landeshauptstadt     | 222.889                     | 98         | 2274                     | Rheinland-Pfalz |
| Darmstadt                   | 164.832                     | 122        | 1351                     | Hessen          |
| Offenbach am Main           | 131.845                     | 45         | 2930                     | Hessen          |
| Worms                       | 85.609                      | 109        | 785                      | Rheinland-Pfalz |
| Aschaffenburg               | 72.554                      | 62         | 1170                     | Bayern          |
| Gesamt                      | 1.714,566                   | 888        | 1903                     |                 |

| Landkreis                   | Einwohner 31. Dezember 2023 | Fläche km² | Einwohner/km² Mittelwert | Land            |
| --------------------------- | --------------------------- | ---------- | ------------------------ | --------------- |
| Main-Taunus-Kreis           | 238.593                     | 222        | 1075                     | Hessen          |
| Hochtaunuskreis             | 240.622                     | 482        | 499                      | Hessen          |
| Wetteraukreis               | 310.705                     | 1.101      | 282                      | Hessen          |
| Main-Kinzig-Kreis           | 419.055                     | 1.398      | 300                      | Hessen          |
| Landkreis Offenbach         | 356.578                     | 356        | 1002                     | Hessen          |
| Landkreis Groß-Gerau        | 267.920                     | 453        | 591                      | Hessen          |
| Landkreis Aschaffenburg     | 170.856                     | 699        | 244                      | Bayern          |
| Landkreis Miltenberg        | 127.204                     | 716        | 178                      | Bayern          |
| Landkreis Darmstadt-Dieburg | 302.263                     | 659        | 459                      | Hessen          |
| Odenwaldkreis               | 94.246                      | 624        | 151                      | Hessen          |
| Landkreis Bergstraße        | 274.484                     | 720        | 381                      | Hessen          |
| Landkreis Alzey-Worms       | 133.430                     | 588        | 227                      | Rheinland-Pfalz |
| Landkreis Mainz-Bingen      | 215.286                     | 606        | 355                      | Rheinland-Pfalz |
| Rheingau-Taunus-Kreis       | 186.050                     | 811        | 229                      | Hessen          |
| Landkreis Limburg-Weilburg  | 174.281                     | 738        | 236                      | Hessen          |
| Landkreis Gießen            | 268.141                     | 855        | 314                      | Hessen          |
| Vogelsbergkreis             | 101.494                     | 1.459      | 70                       | Hessen          |
| Landkreis Fulda             | 222.688                     | 1.380      | 161                      | Hessen          |
| Gesamt                      | 4.103,896                   | 13.867     | 295                      |                 |

|                   | Einwohner 31. Dezember 2023 | Fläche km² | Einwohner/km² Mittelwert |
| ----------------- | --------------------------- | ---------- | ------------------------ |
| Kreisfreie Städte | 1.714,566                   | 888        | 1903                     |
| Landkreise        | 4.103,896                   | 13.867     | 295                      |
| Gesamt            | 5.818,462                   | 14.755     | 392                      |

Der Lahn-Dill-Kreis ist hier nicht enthalten, da er nicht Teil der europäischen Metropolregion Frankfurt/Rhein-Main ist, obwohl er historisch zum Rhein-Main-Gebiet gehört.
Der Landkreis Bergstraße und die Stadt Worms liegen im Überschneidungsbereich zur benachbarten Metropolregion Rhein-Neckar.

Metropolregion Frankfurt/Rhein-Main und engere Abgrenzungen der Region Rhein-Main (inklusive Region Starkenburg)

### Pendlerverflechtungen

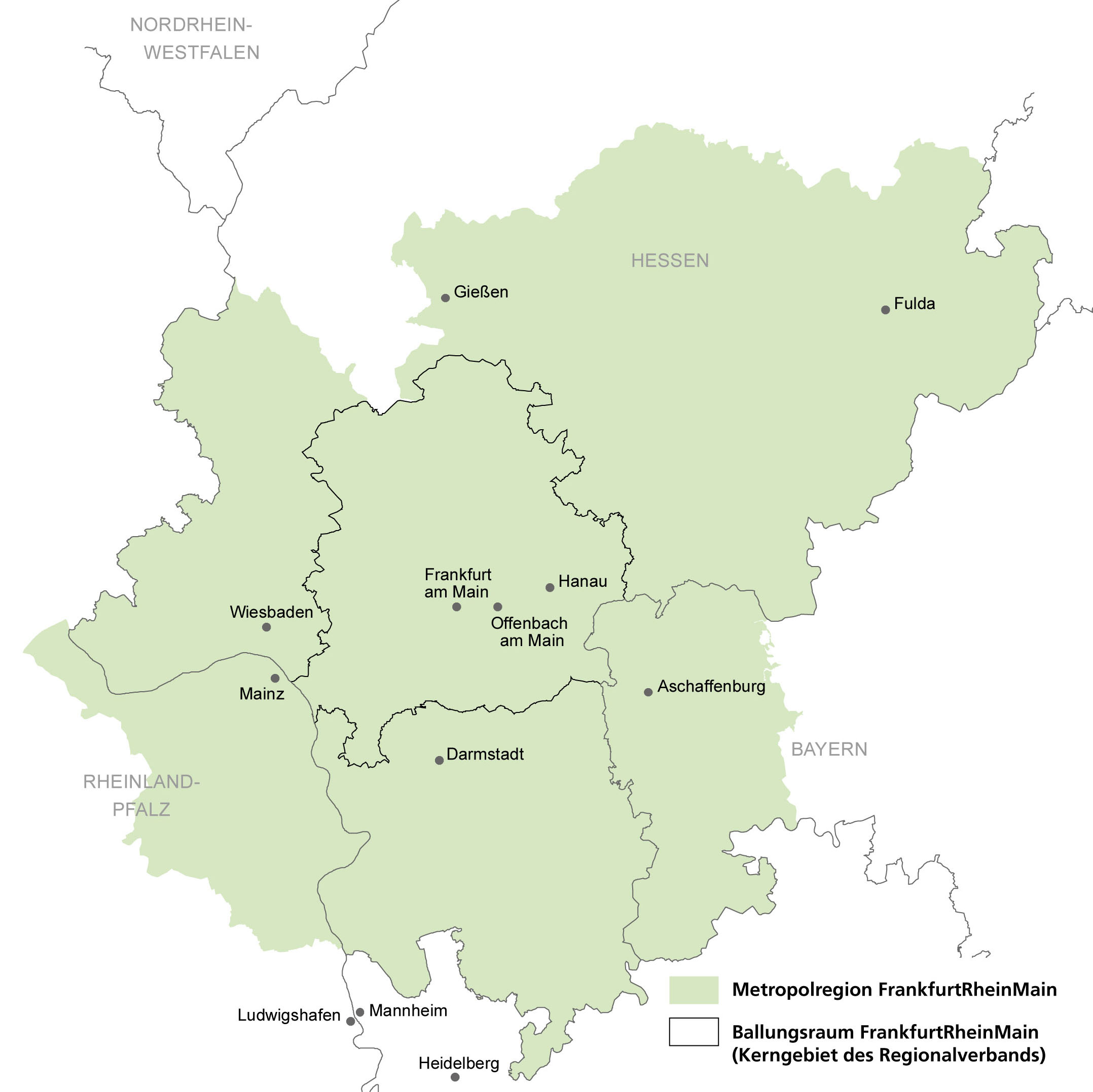
Bereich der Metropolregion Frankfurt/Rhein-Main und des Regionalverbandes Frankfurt/Rhein-Main

Die Abteilung „Rhein-Mainische Forschung“ (1925–2005 an den Geografischen Instituten der Goethe-Universität Frankfurt beheimatet) grenzt die Region auf der Basis von Pendlerverflechtungen ähnlich ab – Kernstädte der Region sind hier Frankfurt, Wiesbaden, Offenbach, Darmstadt und Hanau in Hessen sowie Aschaffenburg in Bayern und Mainz in Rheinland-Pfalz. Mit insgesamt etwa 4,9 Millionen Einwohner auf ungefähr 11.000 km² Fläche umfasst die Region nach dieser Abgrenzung auch den Regierungsbezirk Darmstadt, den Landkreis Limburg-Weilburg (Regierungsbezirk Gießen) sowie den Landkreis Aschaffenburg und den Landkreis Miltenberg aus Bayern sowie den Landkreis Mainz-Bingen, die Stadt Worms und den Landkreis Alzey-Worms aus Rheinland-Pfalz. Die Erweiterung der Wirtschaftsinitiative PERFORM im Norden um den IHK-Bezirk Gießen-Friedberg ist aus Sicht der Wissenschaftler umstritten, da sich aus diesen Landkreisen nur wenige Verflechtungen mit dem Kern der Region nachweisen lassen.

### Functional Urban Area (Region Frankfurt am Main)

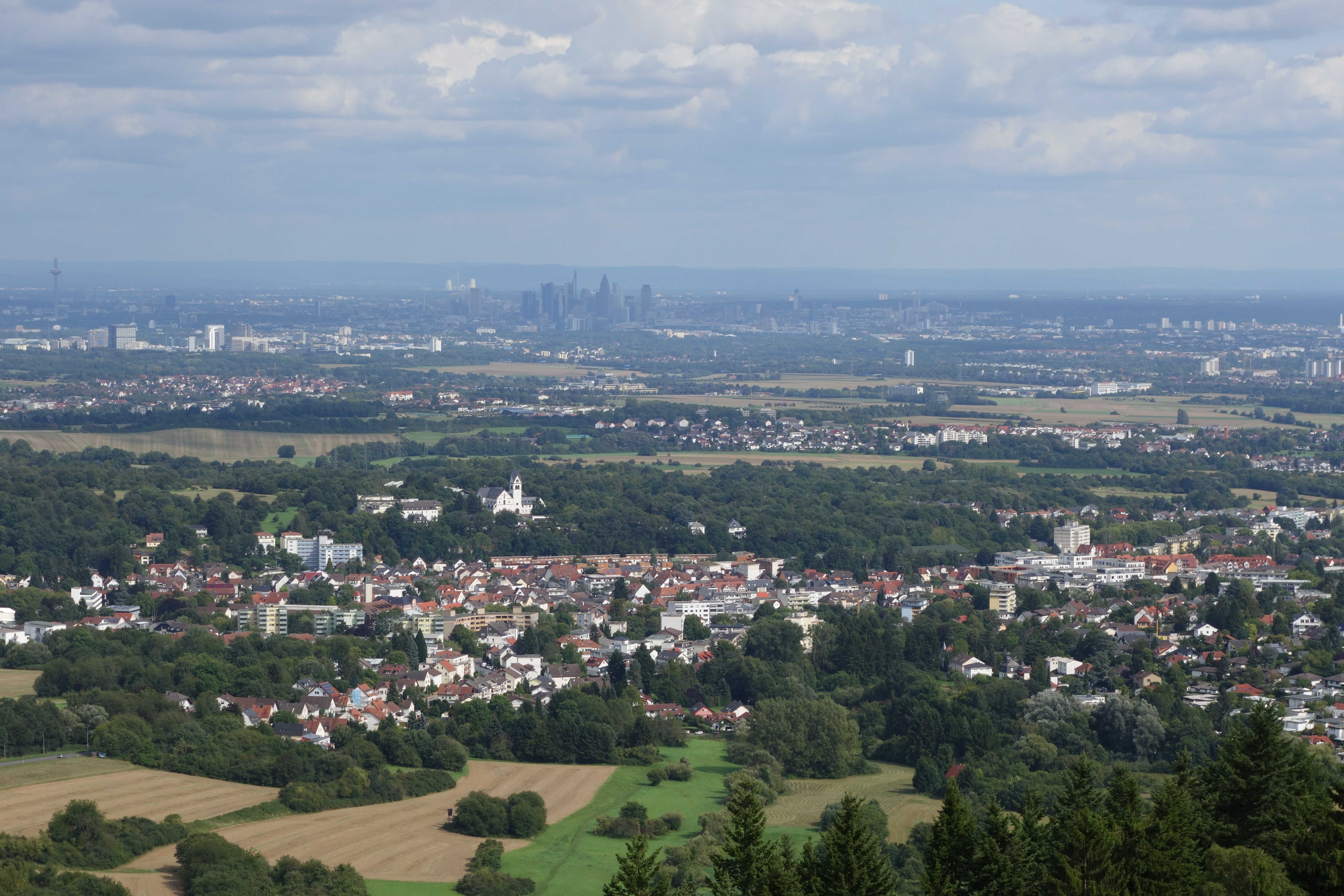
Blick vom Staufen über Kelkheim sowie dahinter weitere Gemeinden des Main-Taunus-Kreises bis Frankfurt.

Eurostat, das statistische Amt der Europäischen Union, verwendet gemeinsam mit der OECD das harmonisierte Konzept der „Stadtregion“ (Functional Urban Area, bis 2013 Larger Urban Zone). Die Stadtregion DE005C Frankfurt am Main wird seit 2004 im Rahmen des Urban Audit für statistische Erhebungen genutzt und beinhalten insgesamt 109 Regionen. Zur Region Frankfurt am Main, die ein größeres Gebiet umfasst als der Regionalverband Frankfurt/Rhein-Main verwaltet, gehören gemäß dieser gemeinsamer Definition der EU und OECD unter anderem folgende Verwaltungseinheiten (Orte):
- Stadt Frankfurt am Main
- Stadt Offenbach am Main
- Main-Taunus-Kreis
- Hochtaunuskreis
- Wetteraukreis
- Main-Kinzig-Kreis
- Landkreis Offenbach
- Landkreis Groß-Gerau

In der so abgegrenzten Region mit zusammen 4305 Quadratkilometern leben 2.714.914 Einwohner (Stand 31. Dezember 2023).
Zur Metropolregion gehören auch die Stadtregionen DE020C Wiesbaden mit 462.098 Einwohnern, DE025C Darmstadt mit 439.084 Einwohnern und DE037C Mainz mit 403.849 Einwohnern.

### Regionalverband FrankfurtRheinMain
Das Gesetz über die Metropolregion Frankfurt/Rhein-Main des Hessischen Landtags vom 11. März 2011 definiert den engeren Ballungsraum Frankfurt am Main folgendermaßen:
- Die kreisfreien Städte Frankfurt am Main und Offenbach am Main;
- in den Landkreisen Hochtaunuskreis, Main-Taunus-Kreis und Offenbach alle Städte und Gemeinden;
- im Main-Kinzig-Kreis die Städte Bruchköbel, Erlensee, Hanau, Langenselbold, Maintal, Nidderau und die Gemeinden Großkrotzenburg, Hammersbach, Neuberg, Niederdorfelden, Rodenbach, Ronneburg, Schöneck;
- im Wetteraukreis die Städte Bad Nauheim, Bad Vilbel, Butzbach, Florstadt, Friedberg (Hessen), Karben, Münzenberg, Niddatal, Reichelsheim (Wetterau), Rosbach vor der Höhe und die Gemeinden Ober-Mörlen, Rockenberg, Wölfersheim, Wöllstadt;
- im Landkreis Groß-Gerau die Städte Ginsheim-Gustavsburg, Groß-Gerau, Kelsterbach, Mörfelden-Walldorf, Raunheim, Rüsselsheim am Main und die Gemeinden Bischofsheim, Nauheim.

Am 1. April 2021 sind dem Regionalverband außerdem die Stadt Nidda sowie die Gemeinden Echzell, Glauburg, Limeshain und Ranstadt (alle im Wetteraukreis) freiwillig beigetreten.
Das Gebiet des Regionalverbands zählt etwa 2,47 Millionen Einwohner auf 2.673,7 km² Fläche.

### S-Bahn Rhein-Main

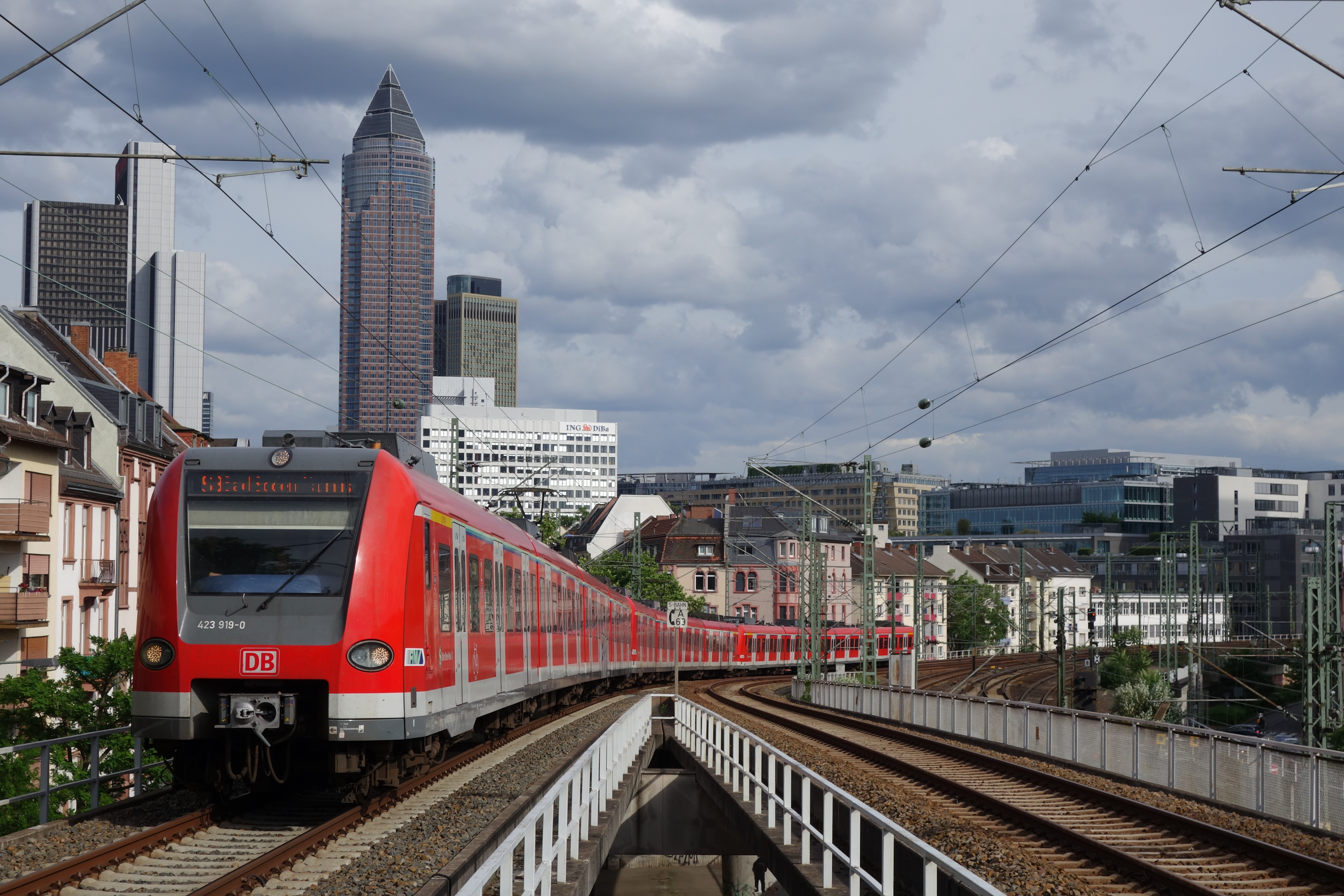
S-Bahn am Frankfurter Westbahnhof

Das S-Bahn-Netz reicht von Wiesbaden und Mainz im Westen bis Hanau im Osten sowie von Friedberg im Norden bis Darmstadt und Riedstadt im Süden. Dieses Gebiet zählt 3,4 Millionen Einwohner auf 5.500 km² Fläche.

### Rhein-Main-Verkehrsverbund
Der Einzugsbereich des Rhein-Main-Gebiets ist sehr groß. Etwa 350.000 Pendler kommen jeden Tag in den Frankfurter Raum, die zum Teil weit mehr als 100 km von ihrem Arbeitsplatz entfernt wohnen. Der Pendler-Einzugsbereich umfasst den ganzen Odenwald, die Südpfalz, die Rhön, den Taunus, den Westerwald, die Region Marburg/Gießen/Wetzlar und die Kurpfalz. Der Rhein-Main-Verkehrsverbund (RMV) ist deshalb nicht zufällig der drittgrößte deutsche Verkehrsverbund.
Zur Metropolregion FrankfurtRheinMain gehören folgende Städte ab 30.000 Einwohnern (Stand 31. Dezember 2015; in den letzten beiden Spalten ist die Zugehörigkeit zu dem engeren Verband Regionalverband Frankfurt/Rhein-Main (BAFRM) und dem ehemaligen Verband Region Starkenburg (RGSTARK) angegeben):
| Stadt                                    | Einwohner | Land            | BAFRM | RGSTARK |
| ---------------------------------------- | --------- | --------------- | ----- | ------- |
| Frankfurt am Main                        | 749.596   | Hessen          | ja    | nein    |
| Wiesbaden, Landeshauptstadt Hessens      | 287.241   | Hessen          | nein  | nein    |
| Mainz, Landeshauptstadt Rheinland-Pfalz' | 222.889   | Rheinland-Pfalz | nein  | nein    |
| Darmstadt                                | 164.832   | Hessen          | nein  | ja      |
| Offenbach am Main                        | 131.845   | Hessen          | ja    | nein    |
| Hanau                                    | 96.786    | Hessen          | ja    | nein    |
| Worms                                    | 85.609    | Rheinland-Pfalz | nein  | nein    |
| Gießen                                   | 88.933    | Hessen          | nein  | nein    |
| Aschaffenburg                            | 72.554    | Bayern          | nein  | nein    |
| Fulda                                    | 65.735    | Hessen          | nein  | nein    |
| Rüsselsheim am Main                      | 65.607    | Hessen          | ja    | nein    |
| Bad Homburg vor der Höhe                 | 55.898    | Hessen          | ja    | nein    |
| Oberursel (Taunus)                       | 46.477    | Hessen          | ja    | nein    |
| Rodgau                                   | 45.099    | Hessen          | ja    | ja      |
| Dreieich                                 | 41.756    | Hessen          | ja    | ja      |
| Bensheim                                 | 41.580    | Hessen          | nein  | ja      |
| Hofheim am Taunus                        | 39.326    | Hessen          | ja    | nein    |
| Maintal                                  | 38.824    | Hessen          | ja    | ja      |
| Neu-Isenburg                             | 37.467    | Hessen          | ja    | ja      |
| Langen (Hessen)                          | 38.278    | Hessen          | ja    | ja      |
| Mörfelden-Walldorf                       | 32.196    | Hessen          | ja    | ja      |
| Limburg an der Lahn                      | 35.980    | Hessen          | nein  | nein    |
| Dietzenbach                              | 35.590    | Hessen          | ja    | ja      |
| Viernheim                                | 34.172    | Hessen          | nein  | ja      |
| Bad Vilbel                               | 35.619    | Hessen          | ja    | nein    |
| Lampertheim                              | 32.307    | Hessen          | nein  | ja      |
| Bad Nauheim                              | 32.819    | Hessen          | ja    | nein    |

## Wirtschaft

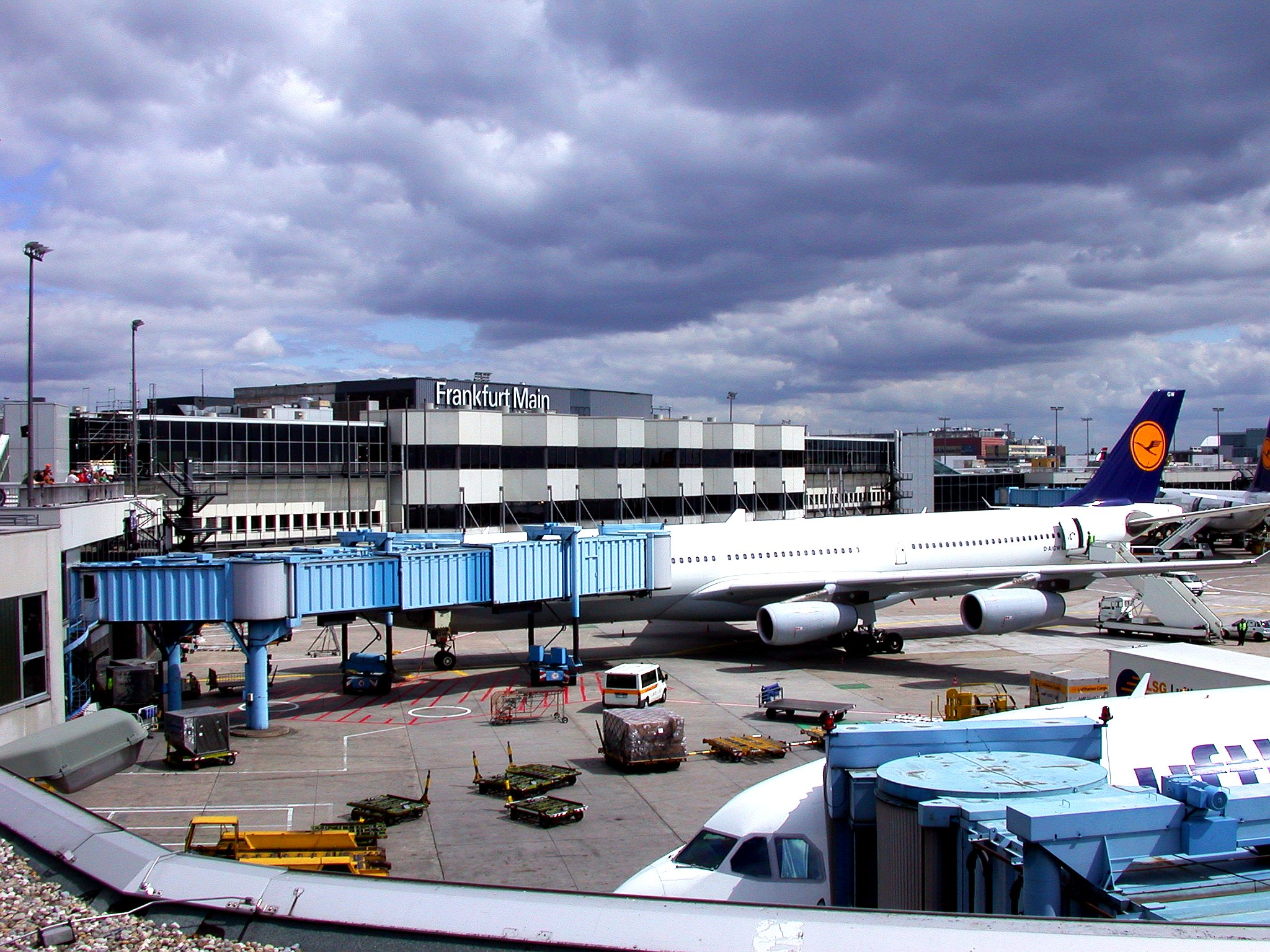
Flughafen Frankfurt Main

Die zentrale und verkehrsgünstige Lage in Südwestdeutschland förderte schon Mitte des 19. Jahrhunderts die Industrialisierung der Region. Unternehmen aus vielen Branchen haben hier ihren Sitz und beschäftigen in der Region etwa 1,8 Millionen Arbeitnehmer. In der Region FrankfurtRheinMain werden 7,9 % der deutschen Bruttowertschöpfung erwirtschaftet. Der zu Hessen gehörende Teil der Region erzielt sogar 78 % des hessischen Bruttoinlandprodukts. Diese Zahlen unterstreichen die Stellung von FrankfurtRheinMain als eine der – nach europäischen Standards – bedeutendsten Metropolregionen Deutschlands. In der Frankfurter Innenstadt überwiegen Banken und Investmentgesellschaften sowie die Europäische Zentralbank. Die chemische Industrie ist in der Region lange ansässig, insbesondere im Industriepark Höchst. Im weiteren Umfeld haben sich weitere Dienstleistungen etabliert, wobei die Automobilindustrie eine Schlüsselrolle einnimmt. Viele davon haben eine Europa- oder Deutschlandzentrale, oft mit Forschungs- und Designzentren. Auch die Bau- und Immobilien-Wirtschaft zählt mit einem Anteil von 18 % an der regionalen Bruttowertschöpfung zu den wirtschaftlichen Schwergewichten der Region. Als Wissenschaftsstädte, mit Sitz von Bundesbehörden und Versicherungsunternehmen, haben sich Darmstadt und Wiesbaden etabliert.
Der Logistikbereich ist besonders durch den Flughafen Frankfurt Main und die zentrale Anbindung an das Autobahn- und Eisenbahnnetz stark begünstigt. Das Frankfurter Kreuz und der Frankfurter Hauptbahnhof sind jeweils die verkehrsreichsten in Europa. In wenigen Stunden Fahrt sind München, Hamburg, die Benelux-Staaten, Paris, die Schweiz, Österreich, Tschechien, Polen und Berlin zu erreichen. Weitere wichtige Bahnhöfe im Fernverkehr sind Mainz Hbf, Frankfurt Süd und Frankfurt Flughafen Fernbahnhof. Über den Frankfurter Flughafen sind viele Flugziele weltweit als Direktflug erreichbar. Die Infrastruktur im Rhein-Main-Gebiet gilt als sehr gut ausgebaut.
Für das Jahr 2026 wurde die Metropolregion FrankfurtRheinMain von der World Design Organization zum World Design Capital nominiert.

## Landschaftsraum

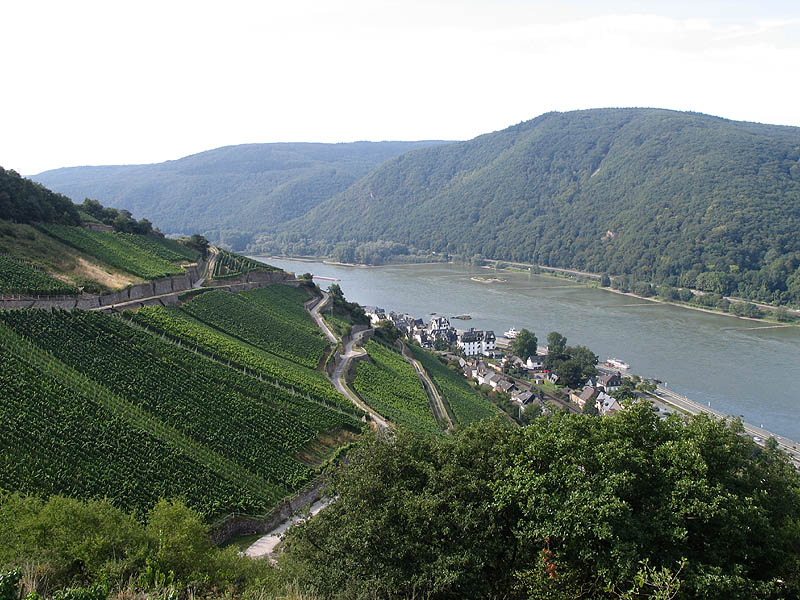
Rheingau

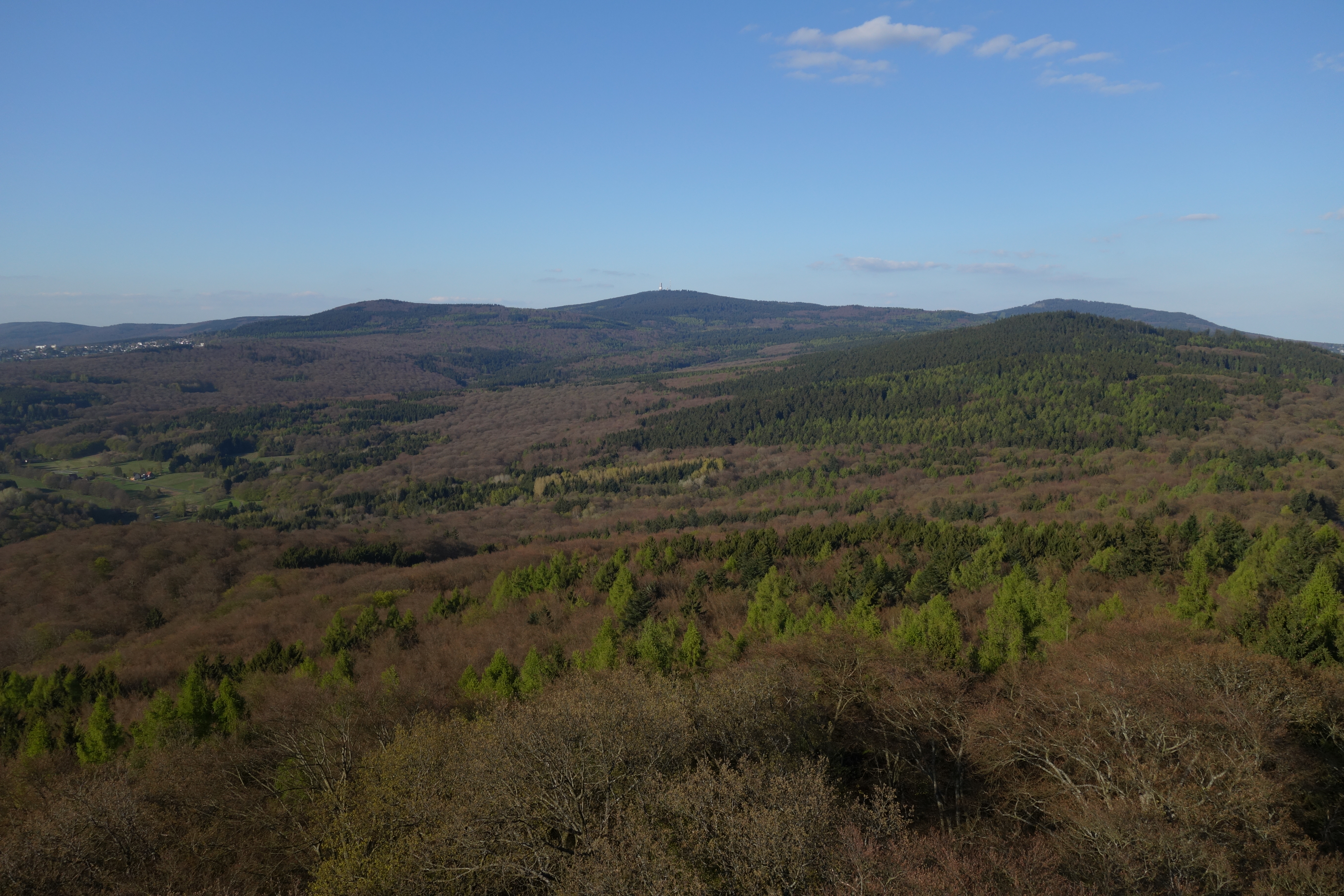
Blick vom Atzelberg entlang des Taunushauptkamms

Die landschaftliche Attraktivität der Region ergibt sich aus dem Gegensatz zwischen den Ebenen der beiden namensgebenden Flüsse und den die Region begrenzenden Mittelgebirgen.
Die Untermainebene ist der nördliche Ausläufer der Oberrheinischen Tiefebene, die etwa von Basel bis Frankfurt reicht. Der Mittelrhein durchbricht in einem engen, teilweise schluchtartigen Tal das Rheinische Schiefergebirge. Außer den beiden genannten Strömen sind Nidda, Kinzig und Nahe wichtige Flüsse der Region, an ihrem Nordrand außerdem die Lahn.
Fünf Mittelgebirge begrenzen die Region: Taunus, Vogelsberg, Spessart, Odenwald und Hunsrück. Der Südhang des Taunus (Rheingau) und der Westhang des Odenwalds (Bergstraße) gehören klimatisch zu den mildesten Gegenden in Deutschland.
Der Rheingau, das linksrheinische Gebiet Rheinhessen, die hessische Bergstraße sowie das unterfränkische Maintal sind Weinbaugebiete. Die Landwirtschaft in der Wetterau im Norden der Region verfügt über Böden, die zu den ertragsreichsten in Deutschland zählen. Im dicht besiedelten Kernraum der Region um Frankfurt dienen die Freiflächen mehr der Naherholung als der Landwirtschaft. Typisch für das dortige Landschaftsbild sind Streuobstwiesen, deren Erträge meist zur Produktion des Frankfurter Apfelweins dienen.
Im hessischen Ried direkt am Rhein befindet sich das große Naturschutzgebiet Kühkopf.

## Geschichte

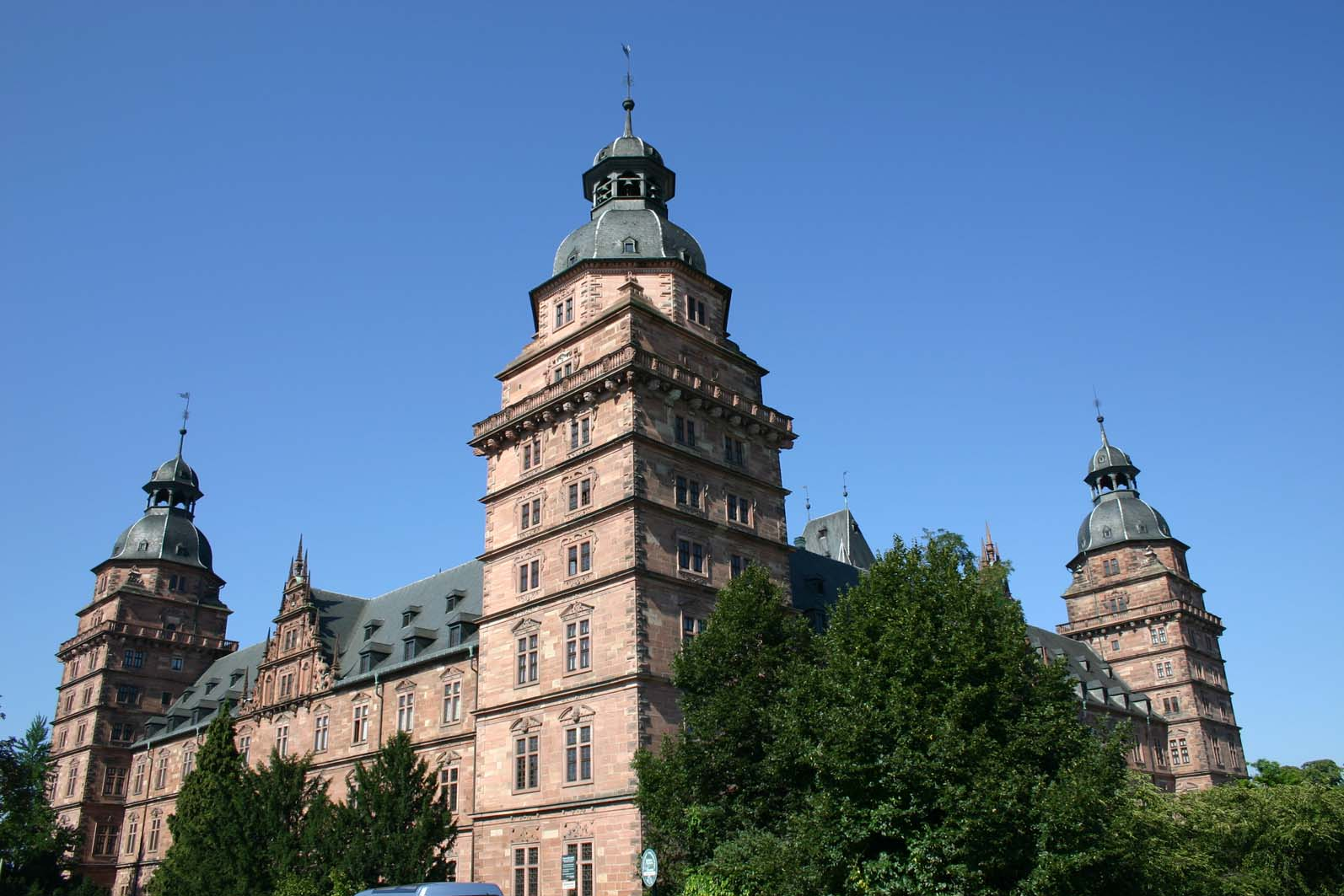
Schloss Johannisburg in Aschaffenburg

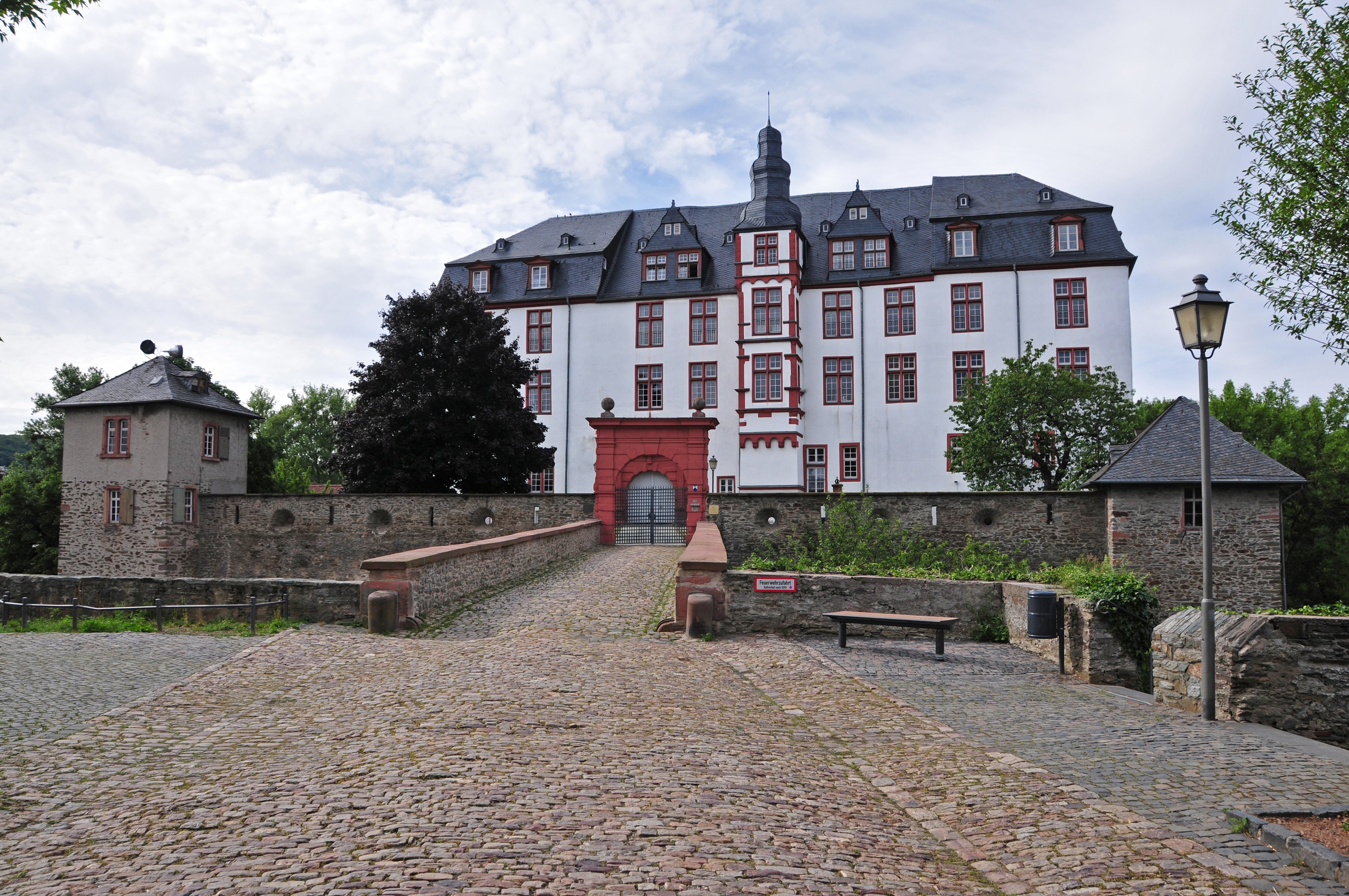
Residenzschloss in Idstein aus der Linie Nassau-Wiesbaden-Idstein

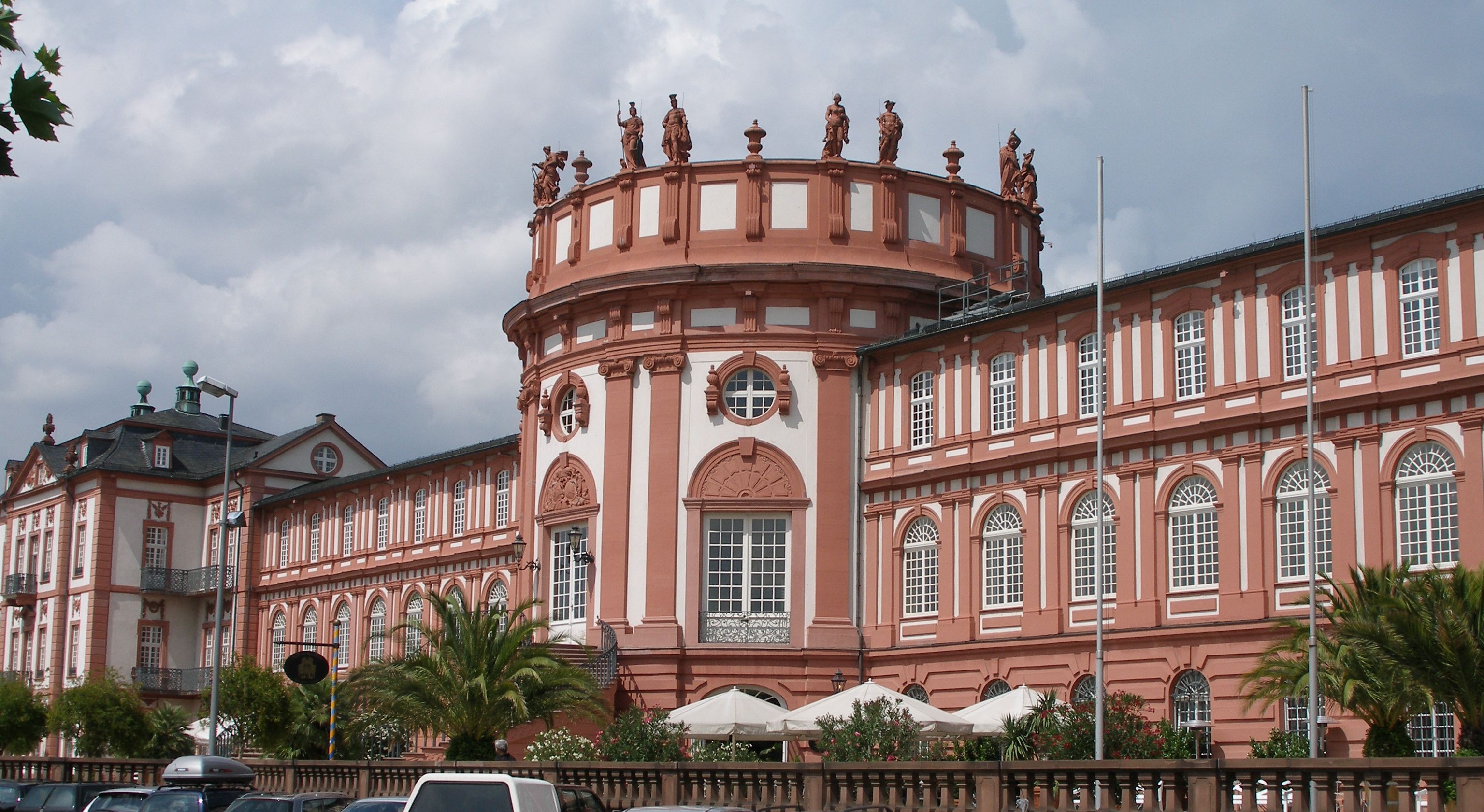
Schloss Biebrich in Wiesbaden ebenfalls aus dem nassauischen Territorium

Eine bis heute gültige Besonderheit der Region ist, dass es niemals in der Geschichte eine territoriale Einheit des Rhein-Main-Gebiets gab. Der tausendjährigen Kleinstaaterei verdankt die Region ihre kulturelle Vielfalt, aber auch die im Gegensatz zu konkurrierenden Metropolregionen fehlende Kooperation und Koordination.

### Antike und Mittelalter
In römischer Zeit lag die Region an der Grenze des Imperiums. Mainz war unter dem Namen Mogontiacum Hauptstadt der Provinz Obergermanien, der Limes schützte die Reichsgrenze und verlief über den Kamm des Taunus und quer durch die Wetterau. Außer Mainz gab es zahlreiche römische Kastelle in der Region (Hofheim, Höchst, Frankfurt, Kleiner Feldberg, Saalburg u. a.) sowie die Stadt Nida (bei Frankfurt-Heddernheim). Wiesbaden war schon damals ein wichtiger Badeort (Aquae Mattiacorum).
Bereits in der spätrömischen Antike (seit 343) wurde Mainz zu einem Bischofssitz, der im frühen Mittelalter einer der wichtigsten des fränkischen, später Deutschen Reichs wurde. Fränkische Könige (Merowinger, später Karolinger) errichteten Königshöfe, u. a. in Frankfurt und Ingelheim. Das Kloster Lorsch wurde durch Landschenkungen eines der mächtigsten in Deutschland. Durch die günstige Verkehrslage konnte die Region Handelsverkehr an sich ziehen, wichtige Straßen entstanden, so die Via Regia.
Im späten Mittelalter löste Frankfurt Mainz als wichtigste Stadt der Region ab. Frankfurt, Friedberg (Hessen), Wetzlar und Gelnhausen (Letzteres mit Kaiserpfalz der Staufer) waren Freie Reichsstädte. Die Erzbischöfe von Mainz waren Erzkanzler des Reichs und einer der sieben Kurfürsten. Frankfurt verdankte seinen Aufstieg der Rolle als bedeutende Messestadt und als Ort der Wahl, später auch der Krönung der römisch-deutschen Könige und Kaiser.

### 19. Jahrhundert
Das Erzbistum Mainz umfasste große Gebiete im Westen und Osten (um Aschaffenburg) des Rhein-Main-Gebietes, bis es 1803 aufgelöst wurde. Nach dem Wiener Kongress verteilte sich ab 1816 die Region auf folgende Territorien:

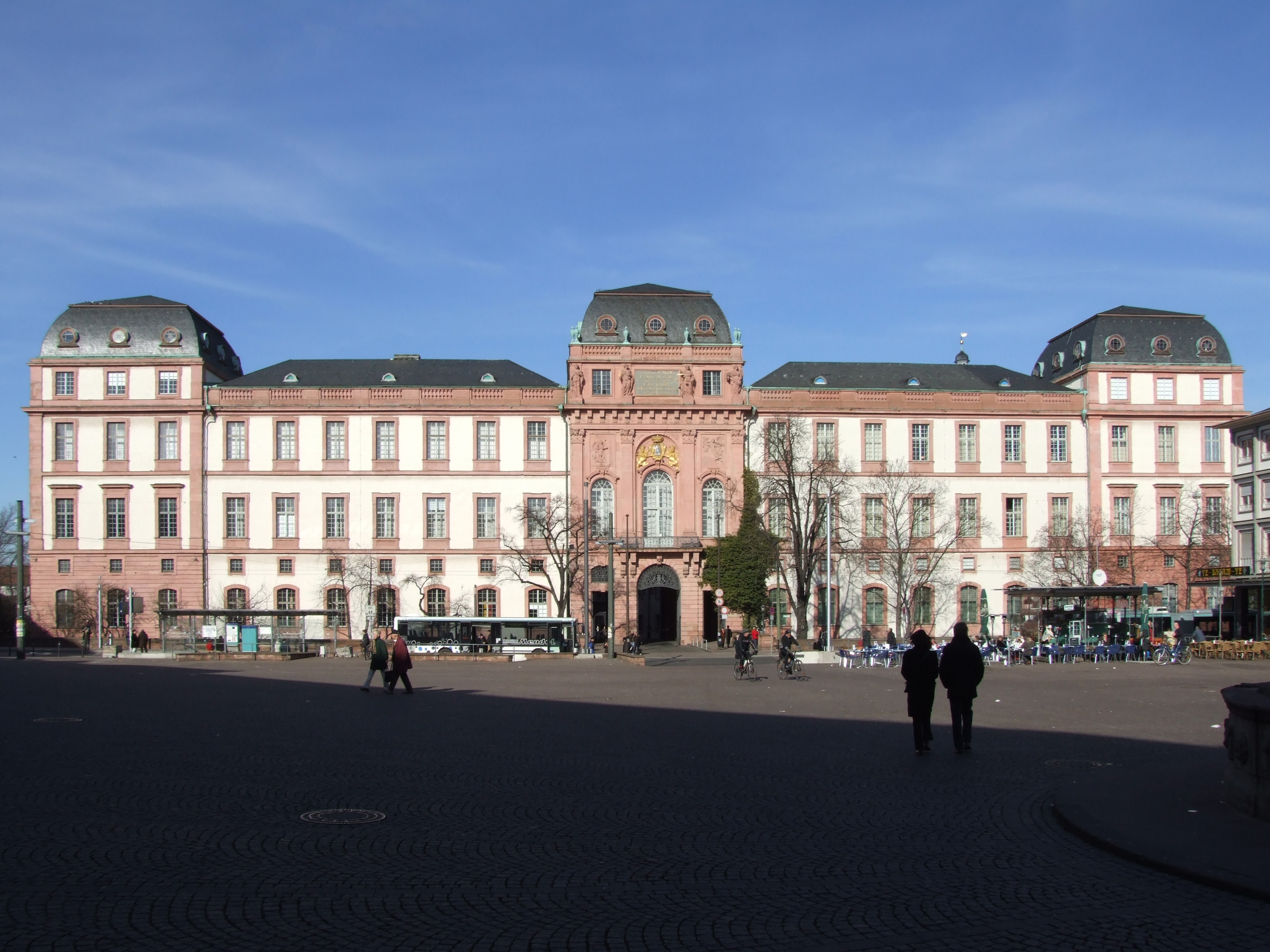
Residenzschloss Darmstadt (heute Technische Universität)

- Großherzogtum Hessen (Hauptstadt Darmstadt), mit den Provinzen Starkenburg (Darmstadt, Offenbach), Rheinhessen (Mainz, Worms, Bingen) und Oberhessen (Gießen, Friedberg).

- Stadt Wetzlar und Kreis Wetzlar, heute Lahn-Dill-Kreis, in der preußischen Rheinprovinz
- Herzogtum Nassau (Hauptstadt Wiesbaden), mit Limburg und Höchst.
- Kurfürstentum Hessen (Hauptstadt Kassel), mit Gelnhausen, Hanau, Bergen und Bockenheim
- Landgrafschaft Hessen-Homburg (Bad Homburg)
- Königreich Bayern (Aschaffenburg)
- Freie Stadt Frankfurt (Stadtstaat)

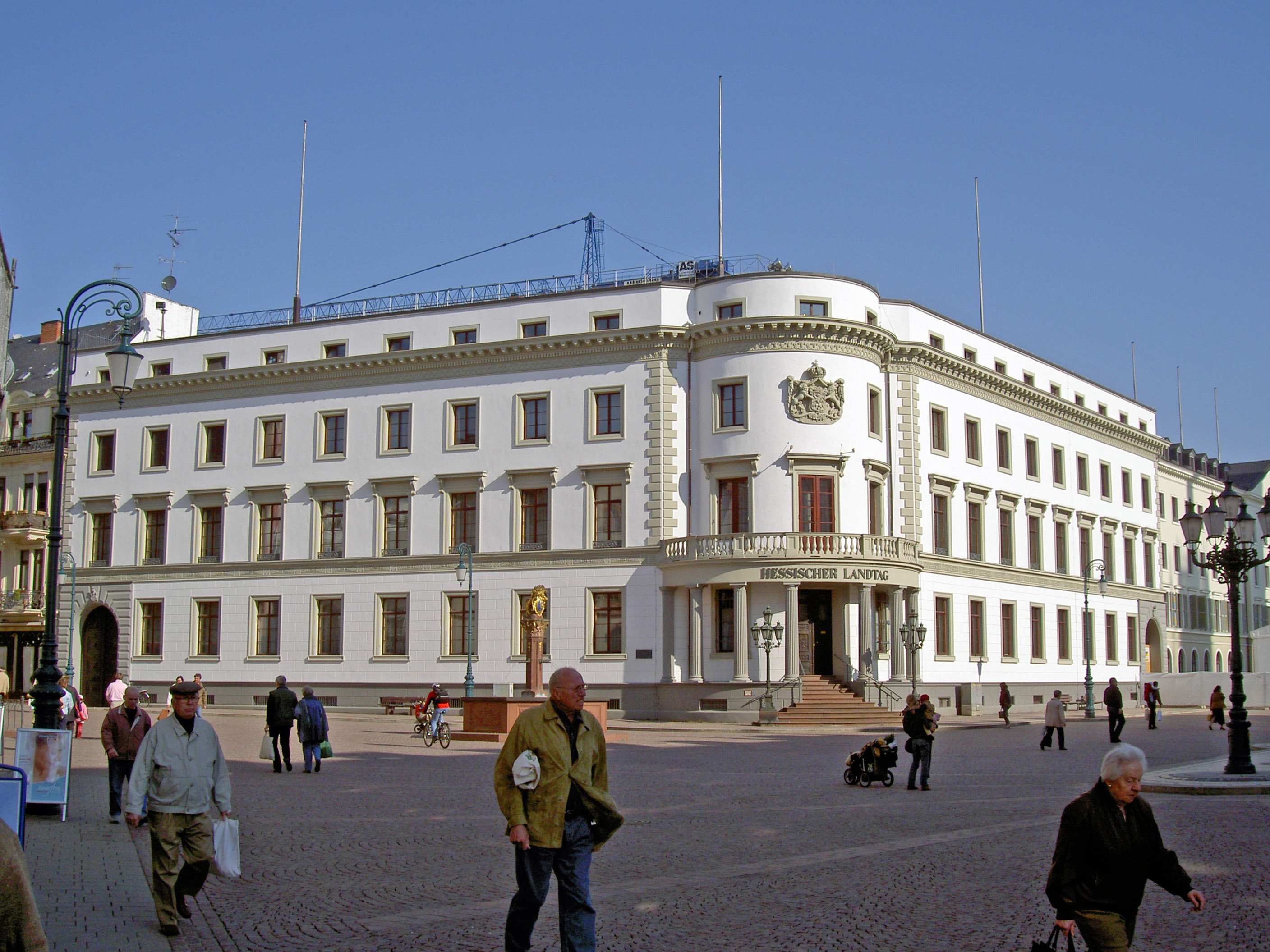
Hessischer Landtag in Wiesbaden, ehemals nassauisches Stadtschloss

Nach dem Preußisch-Österreichischen Krieg 1866 annektierte Preußen alle genannten Territorien außer dem Großherzogtum Hessen und dem Königreich Bayern, die kleinere Gebietsteile abtreten mussten. Die territoriale Zersplitterung bestand allerdings weiter, da das Großherzogtum Hessen durch das Stadtgebiet Frankfurt und den anschließenden Kreis Hanau in zwei Teile geteilt blieb.

### 20. Jahrhundert
Die eigentliche Geschichte der „Region Rhein-Main“ oder des „Rhein-Main-Gebietes“ im Wortsinn beginnt gegen Ende des 19. Jahrhunderts, als zum ersten Mal über einen regionalen Zusammenhang debattiert und der Begriff Rhein-Main-Gebiet geprägt wurde. Damals wie heute blieb die Region als solche jedoch in ihren Grenzen unbestimmt. In den 1920er Jahren gab es erste Versuche, einer regionalen Kooperation den Weg zu ebnen und Funktionen in der Region zu verteilen – Zeugnis dieses Versuches ist der Plan eines „Rhein-Mainischen Städtekranzes“, der vom damaligen Frankfurter Oberbürgermeister Ludwig Landmann direkt nach seinem Amtsantritt 1924 vorgestellt wurde. Landmann sah das Rhein-Main-Gebiet mit Frankfurt im Zentrum eines südwestdeutschen Einzugsgebietes, für das im Rahmen der Diskussionen um die sogenannte Reichsreform sogar Frankfurter Planungen für ein eigenes neues Reichsland „Rheinfranken“ lanciert wurden. Die Bedeutung, die der Region in den späten 1920er Jahren beigemessen wurde, zeigt auch die Gründung einer eigenen Forschungsabteilung „Rhein-Mainische Forschung“ am Geografischen Institut der Goethe-Universität Frankfurt. Mit dem „Rhein-Mainischen Atlas“ legte diese 1929 nicht nur den ersten deutschen Regionalatlas überhaupt vor, sondern definierte erstmals Grenzen der Region: Diese reichte von Kassel im Norden und Aschaffenburg im Osten bis nach Koblenz im Westen und Saarbrücken im Süden.

Rhein-Mainischer Städtekranz (1924)

In der Zeit des Nationalsozialismus wurde die Region kurzzeitig politisch im NS-Gau Hessen-Nassau zusammengefasst – dieser hatte nur kurz Bestand, ist aber die erste politische Institutionalisierung des Rhein-Main-Gebietes. 1945 wurde die Grenze zur später auf Kosten der britischen und amerikanischen Zone eingerichteten Französische Besatzungszone von den Alliierten willkürlich im Rhein festgelegt. Die Besatzungsmächte gründeten in der Folge die noch heute bestehenden Bundesländer jeweils auf ihrem Territorium. Durch die (französische) Gründung des neuen Landes Rheinland-Pfalz wurde Rheinhessen von Hessen abgetrennt, die Region (und sogar das Stadtgebiet von Mainz) wurde erneut administrativ geteilt.

### Die ungelöste Rhein-Main-Frage
Mit Aufkommen der Regionalplanung in Deutschland begann auch im Rhein-Main-Gebiet, vor allem in der engeren Stadtregion Frankfurt, eine Phase der Institutionalisierung. Durch starke Suburbanisierung wurde eine Lösung der anstehenden Probleme im regionalen Maßstab immer dringender. Während der 1960er Jahre wurde lange um Stadtkreis- und Regionalstadtmodelle gerungen, die stets den Wegfall administrativer Ebenen mit sich gebracht hätten. 1975 wurde als Kompromiss der Umlandverband Frankfurt (UVF) per Landesgesetz ins Leben gerufen – dieser war ein sogenannter Mehrzweckpflichtverband und sollte zahlreiche Aufgaben übernehmen: Zum einen sollte er für die 43 Mitgliedskommunen die Flächennutzungsplanung im Rahmen eines gemeinsamen Flächennutzungsplans übernehmen. Dazu kamen zahlreiche Trägerschaftsaufgaben, z. B. der Wasserver- und Abwasserentsorgung, der Abfallentsorgung, regionaler Freizeiteinrichtungen u. a. Der UVF konnte seinen Aufgaben allerdings nicht überall nachkommen, da ihm zahlreiche Einrichtungen nicht wie vorgesehen überlassen wurden.
Der Umlandverband geriet schnell in die Kritik. Diese gipfelte 1995 im sogenannten „Jordan-Papier“ des SPD-Bezirks Hessen-Süd, mit dem eine Neuordnung des Regierungsbezirk Darmstadt durch Regionalkreise vorgeschlagen wurde.
1999 griff die neu gewählte Landesregierung unter Roland Koch die Kritik am Umlandverband auf und schuf im Jahr 2000 mit dem Ballungsraumgesetz eine neue Regionalstruktur: Der Umlandverband Frankfurt wurde durch den Planungsverband Ballungsraum Frankfurt/Rhein-Main abgelöst, das Aufgabenspektrum auf die Planung reduziert und das Verbandsgebiet (Ballungsraum) von 43 auf 75 Kommunen erweitert. Sämtliche Trägerschaftsaufgaben des UVF sollten sich freiwillig in der Region organisieren und von einem „Rat der Region“, gebildet aus Oberbürgermeistern und Landräten, gelenkt werden. Auf eine demokratische Legitimation dieses Konstruktes wurde verzichtet, das Parlament des Umlandverbandes wurde durch die Verbandskammer des Planungsverbandes ersetzt. Im Vergleich zu anderen Regionalisierungen bleibt die Abgrenzung des Ballungsraumes jedoch deutlich hinter den tatsächlichen wirtschaftlichen Verflechtungen der Kernstädte mit ihrem Umland zurück. Mittlerweile hat die Landesregierung von ihrem Recht, regionale Kooperation zu verordnen zweimal Gebrauch gemacht: Zum einen wurde so die Wirtschaftsförderung Region FrankfurtRheinMain als Gemeinschaftsunternehmen einiger Kernstädte sowie einiger Landkreise gegründet (2005). Diese soll sich um die einheitliche Vermarktung bzw. Präsentation der Region bemühen. Derzeit läuft noch die von der Landesregierung festgelegte Frist zur Bildung eines Kulturzweckverbands – da jedoch einige Kommunen eine Umverteilung von Geldern zu Gunsten der Kernstadt Frankfurt und ihres kulturellen Angebots vermuten, lehnen zahlreiche betroffene Kommunen diesen Verband strikt ab. Die Städte Hanau und Offenbach haben Klagen vor dem hessischen Verwaltungsgerichtshof eingereicht.

Hessisches Regionalkreismodell der SPD, 2004

Das Ballungsraumgesetz wurde von Beginn an heftig kritisiert, z. B. aufgrund eines Eingriffsrechts der Landesregierung, mit dem diese regionale Kooperation per Erlass initiieren kann und wegen der fehlenden demokratischen Legitimation. In der Folge wurden zahlreiche Initiativen gestartet, die eine Neuordnung der Region versuchten: So wurde von der Frankfurter Oberbürgermeisterin Petra Roth ein „Stadtkreismodell“ vorgelegt, das den Zusammenschluss von Frankfurt mit seinen Nachbargemeinden in einem Kreis vorsah. Die SPD Hessen legte ein Konzept vor, mit dem Hessen insgesamt in vier Regionalkreise unterteilt werden sollte. Keines der Konzepte konnte sich jedoch bislang durchsetzen, so dass die Region Rhein-Main nach wie vor politisch fragmentiert ist.
Das Ziel einer „vereinten“ Region verfolgen auch zahlreiche Initiativen in der Region: Dazu gehörte z. B. die Metropolitana, hervorgegangen aus einer Artikelserie der Frankfurter Rundschau (2000–2001), die sich als Verein formierte und später mit der Wirtschaftsinitiative FrankfurtRheinMain fusionierte. Auch mit Hilfe einer Bauausstellung – vergleichbar der IBA Emscher Park im Ruhrgebiet – sollte das Regionalbewusstsein in der Region mehrfach befördert werden. Eine IBA wurde bereits in Zusammenhang mit der Metropolitana diskutiert, im Jahr 2004 wurde die Idee aufgegriffen und ein Frankfurter Architektur- und Planungsbüro mit einer Machbarkeitsstudie beauftragt, die 2005 vorgelegt werden sollte. Zu den Initiativen, die sich um eine (politische) Stärkung der Region bemühen, ist auch das IHK Forum Rhein-Main zu zählen.
Als Bürgerinitiative formierte sich Anfang 2004 die Regionalwerkstatt Rhein-Main. Unter Führung der Wirtschaftsinitiative FrankfurtRheinMain wurden im Rahmen eines Workshops Ideen zur Zukunft der Region gesammelt. Obwohl die Resonanz anfangs groß war, gelang es den Organisatoren nicht, die Begeisterung für die Idee einer Region Rhein-Main weiter zu tragen, so dass die Initiative im Sand verlief.
Auf Initiative und Einladung des Frankfurter Oberbürgermeisters Peter Feldmann fand am 17. April 2015 in der Paulskirche ein „Tag der Metropolregion“ statt. Mehrere hundert Vertreter aus Kommunen und Wirtschaft waren eingeladen, der damalige Präsident des europäischen Parlaments Martin Schulz hielt eine Rede. In einer Erklärung wird die Verabschiedung eines Staatsvertrags zwischen Hessen, Rheinland-Pfalz und Bayern gefordert.
Am 18. Januar 2018 hat sich das Länderübergrifende Strategieforum FrankfurtRheinMain erstmals getroffen. Unter dem Vorsitz des Chefs der hessischen Staatskanzlei Axel Wintermeyer versammelt es Vertreter der Landesregierungen von Hessen, Rheinland-Pfalz, Bayern und Baden-Württemberg, Kommunalvertreter sowie Vertreter von Industrie- und Handelskammern und Handwerkskammern. Als informelles Gremium will es Empfehlungen erarbeiten, hat jedoch keine Entscheidungsbefugnisse. Seit Januar 2024 hat Staatsminister und Chef der hessischen Staatskanzlei Benedikt Kuhn den Vorsitz des Länderübergreifenden Strategieforums FrankfurtRheinMain inne.

## Religion
Im Ballungsraum Rhein-Main überwiegen Zugehörigkeiten zu Religionsgemeinschaften jenseits der großen christlichen Kirchen. Zum Beispiel sind derzeit (Stand 30. August 2020) 31,1 % der Mainzer Mitglied der katholischen, 19,7 % der evangelischen Kirche und sind 49,2 % „Sonstige“ oder „keiner ö.-r. Religionsgesellschaft zugehörig“., in Wiesbaden (21,8 % evangelisch, 19,9 % katholisch), und Frankfurt (20,3 % römisch-katholisch, 16,2 % evangelisch und 63,5 % sind konfessionslos oder gehören anderen Konfessionen oder Religionen an).

### Evangelische Kirche
Mit Ausnahme des bayerischen Gebietsanteils und des Frankfurter Stadtteils Bergen-Enkheim und des Main-Kinzig-Kreises gehört das Rhein-Main-Gebiet zur Evangelischen Kirche in Hessen und Nassau. Main-Kinzig und Bergen-Enkheim gehören zur Evangelischen Kirche von Kurhessen-Waldeck. Aschaffenburg und Miltenberg gehören zur Evangelisch-Lutherischen Kirche in Bayern.

### Katholische Kirche
Bei der katholischen Kirche haben vier Diözesen Anteil an der Region, nämlich Mainz an den früher zu Hessen-Darmstadt gehörenden Gebieten, Limburg an den früher zu Nassau, Frankfurt und Hessen-Homburg gehörenden Gemeinden und Fulda an den früher kurhessischen Orten. In dieser Hinsicht ist die Stadt Frankfurt dreigeteilt. Die beiden bayerischen Landkreise, nämlich Main-Spessart und Miltenberg bei Aschaffenburg gehören zum Bistum Würzburg.

## Wichtigste Sehenswürdigkeiten

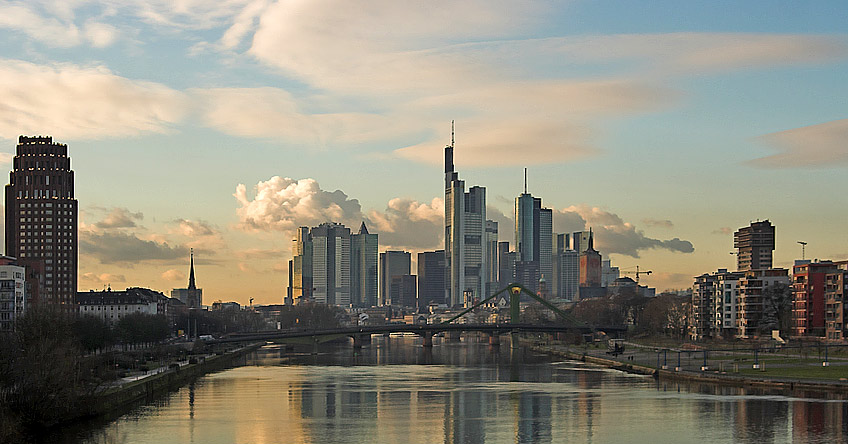
Frankfurter Skyline

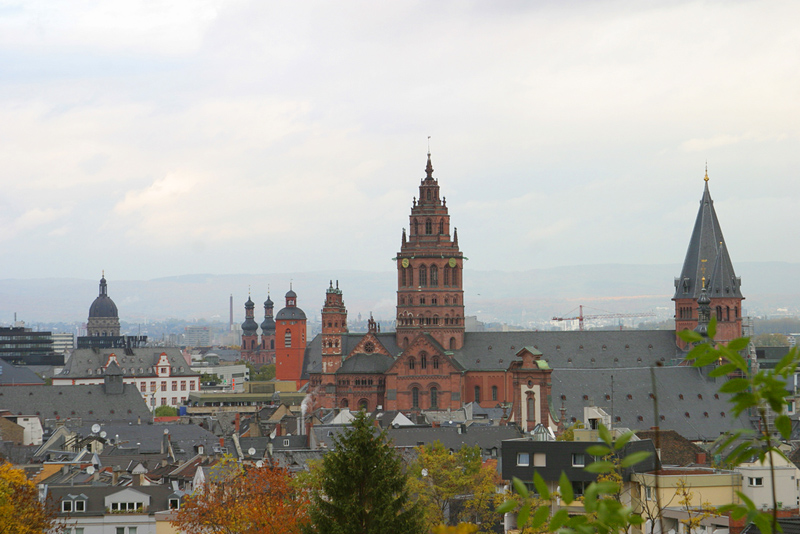
Mainzer Altstadt mit Dom

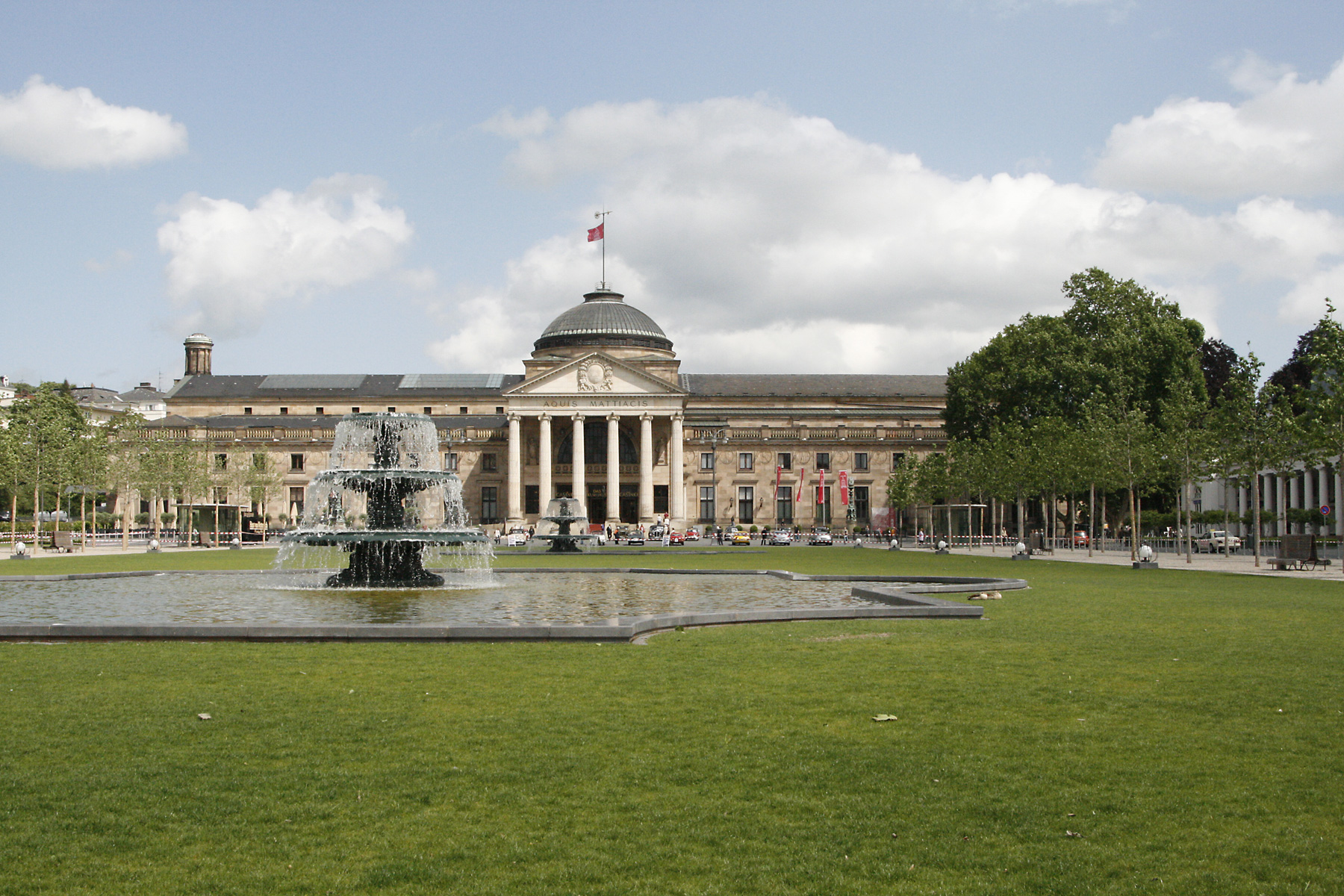
Kaiser Wilhelm II. nannte das Kurhaus Wiesbaden bei seiner Eröffnung „das schönste Kurhaus der Welt“.

Der Marktplatz in Alsfeld mit dem berühmten Rathaus

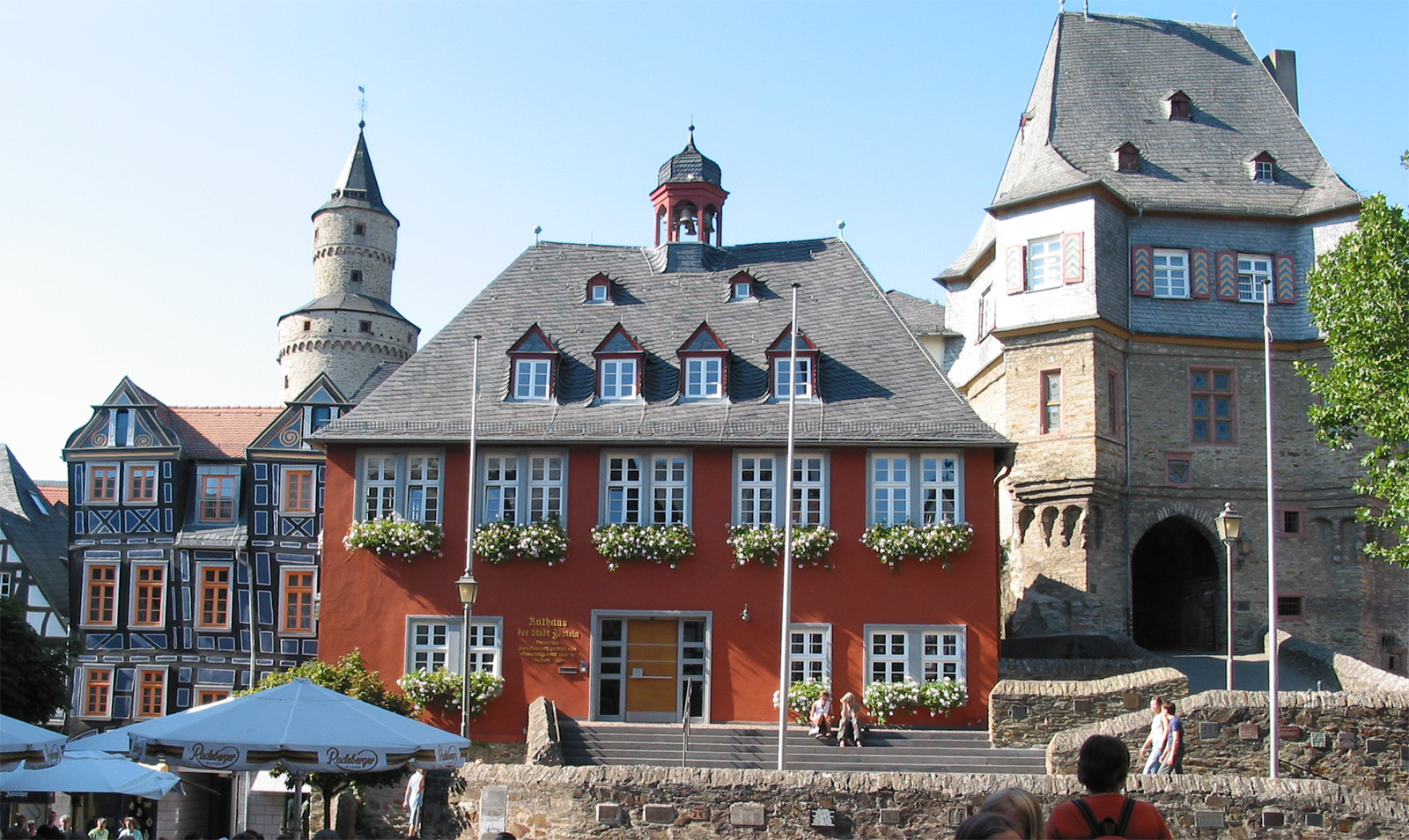
Altstadt Idstein mit historischem Hexenturm (Hintergrund)

- In Frankfurt: Altstadt mit Kaiserdom, Römerberg, Paulskirche, Goethe-Haus und Mainufer mit Eisernem Steg, Museumsufer; weitere Innenstadt mit Alter Oper, Börse mit Bulle und Bär, Hauptwache, Hochhaus-Skyline, Hauptbahnhof, Messe, Palmengarten und Zoo; Sachsenhausen mit Apfelweinwirtschaften und Henninger-Turm, außerdem die erhaltene Höchster Altstadt mit der Justinuskirche und dem Höchster Schloß; der Flughafen Frankfurt Main.
- In Mainz: Dom, Stephanskirche, Kurfürstliches Schloss, Gutenberg-Museum, Römisch-Germanisches Zentralmuseum, Theodor-Heuss-Brücke, die Römersteine, die Zitadelle mit Drususstein und der Dativius-Victor-Bogen.
- In Wiesbaden: Bowling Green mit Kurhaus und Staatstheater, Kurpark, Wilhelmstraße und Warmer Damm, Hessisches Landesmuseum Wiesbaden, Schlossplatz mit Marktkirche, Altem und Neuem Rathaus sowie dem Stadtschloss (heute Hessischer Landtag), Luisenplatz mit St. Bonifatius, Ringstraße (1. Ring) mit Ringkirche, Neroberg mit Nerobergbahn, Schloss Biebrich, Festung Reduit, Theodor-Heuss-Brücke und die „Russisch-Orthodoxe Kirche“.
- In Darmstadt und dem Landkreis Darmstadt-Dieburg: Künstlerkolonie Mathildenhöhe mit Hochzeitsturm, Luisenplatz mit Ludwigsmonument, Residenzschloss, Park Rosenhöhe, Hessisches Landesmuseum Darmstadt, Jagdschloss Kranichstein, Fossilienfundstätte Grube Messel (10 km nördlich), Burg Frankenstein.
- In Aschaffenburg und Umgebung: Schloss Johannisburg, Pompejanum, Park und Schloss Schönbusch, Schönborner Hof, Stiftsbasilika St. Peter und Alexander, die historische Altstadt auf dem Stiftsberg und das Wasserschloss Mespelbrunn.
- In Offenbach: Deutsches Ledermuseum, Klingspor-Museum, Isenburger Schloss, Büsing-Palais, Büsing-Park, Lili-Tempel mit Lilipark, Rumpenheimer Schloss, City Tower, Französisch-Reformierte Kirche, Evangelische Stadtkirche, Messe Offenbach, Rathaus, Marienkirche, Wilhelmsplatz mit Wochenmarkt, Kaiserleibrücke, Waldzoo, Stadthaus, Carl-Ulrich-Brücke, Alt-Bieber, Fahrradhalle, Staustufe Offenbach, Ehemalige Heyne-Fabrik, Dreieich-Park, Leonhard-Eißnert-Park, Wetterpark, Ehemaliges Schlachthofgelände.
- In Rheinhessen: Wormser Dom, Ingelheimer Kaiserpfalz, Oppenheimer Katharinenkirche, Guntersblumer Kellerweg, Binger Drususbrücke.
- In Heusenstamm: Schloss Heusenstamm (Schloss Schönborn), Torbau, Altstadt, Hoher Berg
- Im Taunus: Schlösser und Burgen in Bad Homburg, Kronberg, Königstein, Falkenstein, Idstein und Eppstein; Limes mit Limeskastell Kleiner Feldberg, Saalburg und Braunfels; Großer Feldberg und Altkönig; Arboretum Main-Taunus zwischen Schwalbach und Sulzbach; Kuranlagen in Bad Homburg (Kurpark) und Bad Soden sowie historische Altstädte in Oberursel (Taunus) und Idstein.
- In Hanau und Umgebung: Hanau mit Deutschem Goldschmiedehaus, Schloss Philippsruhe, Kuranlage Wilhelmsbad und der Altstadt Steinheim, Gelnhausen mit Kaiserpfalz und Marienkirche, Seligenstadt mit Altstadt und Einhard-Basilika.
- An der Bergstraße, im Ried und im Odenwald: Kloster Lorsch, Bensheim mit Fürstenlager und Auerbacher Schloss, Heppenheim mit Starkenburg, Zwingenberg, Burg Breuberg, Felsenmeer, Neunkircher Höhe, Burg Rodenstein, Siegfriedbrunnen, zahlreiche Wanderwege des Odenwaldklubs (u. a. Nibelungensteig und Alemannenweg), Oberzent mit Beerfelder Galgen und Himbächel-Viadukt, Kurstadt Bad König, Marbach-Stausee, Erbach (Odenwald) mit Schloss (Sitz des Deutschen Elfenbeinmuseums) sowie Michelstadt mit Einhardsbasilika, Englischen Garten und Alten Rathaus.
- Im Rheingau: Zahlreiche Klöster, u. a. Eberbach und Schloss Johannisberg; Weinorte wie Rüdesheim am Rhein mit der Drosselgasse, Oestrich-Winkel, Geisenheim und Eltville am Rhein; Niederwalddenkmal.
- In der Wetterau: Altstädte von Friedberg (Burg) und Büdingen (Stadtbefestigung), Jugendstil-Kuranlagen in Bad Nauheim und die bedeutenden keltischen Befestigungen in Glauburg auf dem Glauberg mit dem Forschungszentrum Keltenwelt am Glauberg.
- In Rüsselsheim: Rüsselsheimer Festung mit preisgekröntem Industriemuseum, Kunst- und Ausstellungszentrum Opel-Villen, der Verna-Park (ein denkmalgeschützter englischer Landschaftsgarten aus der ausgehenden Spätromantik).
- Im Vogelsberg: Die historische Altstadt von Alsfeld mit über 400 Fachwerkhäusern.
- In Limburg: Dom, die Staurothek und die historische Altstadt.

## Kultur
In der Kulturregion Frankfurt/Rhein-Main haben sich 46 Städte und Landkreise des Rhein-Main-Gebiets sowie der Regionalverband zusammengeschlossen. Die gemeinnützige Gesellschaft fördert seit 2005 die Zusammenarbeit zwischen den Kommunen und informiert über Kulturangebote und Ereignisse in der Region. In der Route der Industriekultur werden 1.000 Industriebauwerke auf den 160 km zwischen Miltenberg und Bingen am Rhein zu einer Erlebnisroute über das Industriezeitalter verknüpft.
Der Kulturfonds Frankfurt/Rhein-Main koordiniert und fördert seit 2007 kulturelle Projekte in der Region. Zum Fonds tragen hessische Städte und Landkreise der Region sowie das Land Hessen bei.